# Kleinblütige Bergminze
Die Kleinblütige Bergminze (Clinopodium nepeta (L.) Kuntze, Synonym: Calamintha nepeta (L.) Savi), auch als Steinquendel und Kölme bezeichnet, ist eine Pflanzenart aus der Gattung Bergminzen (Clinopodium) innerhalb der Familie der Lippenblütler (Lamiaceae).

## Beschreibung

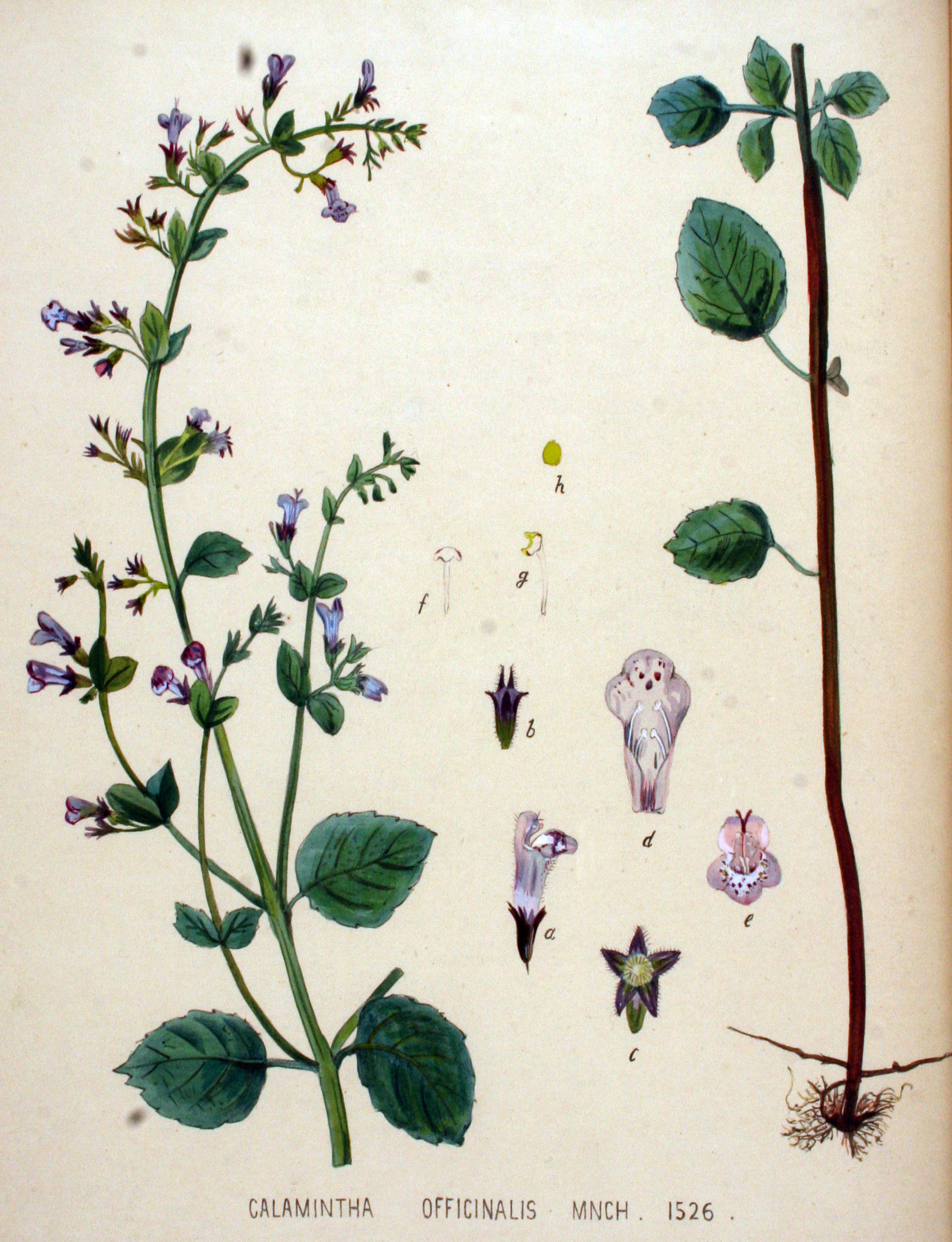
Illustration aus Flora Batava, Volume 20

### Vegetative Merkmale
Die Kleinblütige Bergminze ist eine ausdauernde, krautige Pflanze, die Wuchshöhen von 30 bis 80 Zentimetern (in der Türkei bis 90 Zentimeter) erreicht. Sie bildet unterirdische Ausläufer aus.
Die gegenständig am Stängel angeordneten Laubblätter sind in Blattstiel und Blattspreite gegliedert. Die Blattspreite der mittleren Stängelblätter ist bei einer Länge von 7 bis 31 Millimetern sowie einer Breite von 5 bis 25 Millimetern breit-eiförmig bis eiförmig. Der Blattrand ist gekerbt bis gekerbt-gesägt, das bedeutet, die Einschnitte sind spitzwinklig, die Zähnchen dazwischen abgestumpft oder ebenfalls spitz. Auf jeder Blattseite sitzen fünf bis acht Zähnchen. Die Laubblätter sind wollig behaart.

### Generative Merkmale
Die Blütezeit reicht von Juli bis September. Meist überragen die als Zymen ausgebildeten Blütenstände ihr bis zur mittleren Blüte 2 bis 5 Zentimeter lang gestieltes Tragblatt weit. Die zwittrigen Blüten sind zygomorph mit doppelter Blütenhülle aus Kelch und Blütenkrone. Der Kelch ist 5 bis 7 Millimeter lang. Die oberen Kelchzähne sind nur wenig kürzer als die unteren, der Kelch ist innen deutlich behaart. Die helllilafarbene bis weiße Blütenkrone ist 8 bis 12 Millimeter lang. Von der ähnlichen Wald-Bergminze unterscheidet sich die Kleinblütige Bergminze durch die deutlich kleineren Blüten und die Kelchzähne.
Die Chromosomenzahl beträgt 2n = 24.

## Vorkommen
Die Kleinblütige Bergminze kommt im warmen und warmgemäßigten Europa vom Mittelmeergebiet bis zur Schweiz und Österreich und östlich bis zum nördlichen Iran vor. Für das ursprüngliche Vorkommen gibt es Fundangaben für Portugal, Spanien, die Balearen, Frankreich, Korsika, die Schweiz, Österreich, Italien, Sizilien, Sardinien, das ehemalige Jugoslawien, Albanien, Griechenland, Kreta, die östlichen, ägäischen Inseln, Bulgarien, Ungarn, Rumänien, die Türkei, Marokko, Algerien, Tunesien, die Krim, den nördlichen Kaukasus, Transkaukasien, den Libanon, Syrien und für den Iran.
In Tschechien, der Slowakei, Südrussland, einigen Staaten der USA, Mexiko, Bermuda und Neuseeland ist sie ein Neophyt.
Sie wächst auf mäßig trockenen Steinschuttfluren, an Felsen und an Mauern und ist kalkstet, wächst also ausschließlich auf kalkhaltigen Böden. Sie ist in Mitteleuropa eine Charakterart der nach dem Silber-Raugras benannten Rauhgrasflur (pflanzensoziologische Assoziation des Stipetum calamagrostis aus dem Verband Stipion calamagrostis). Diese wächst auf kalkreichem Feinschutt des Hügellands und der unteren Bergwaldstufe.
In Deutschland ist die Kleinblütige Bergminze einheimisch und vom Aussterben bedroht.

## Taxonomie und Systematik

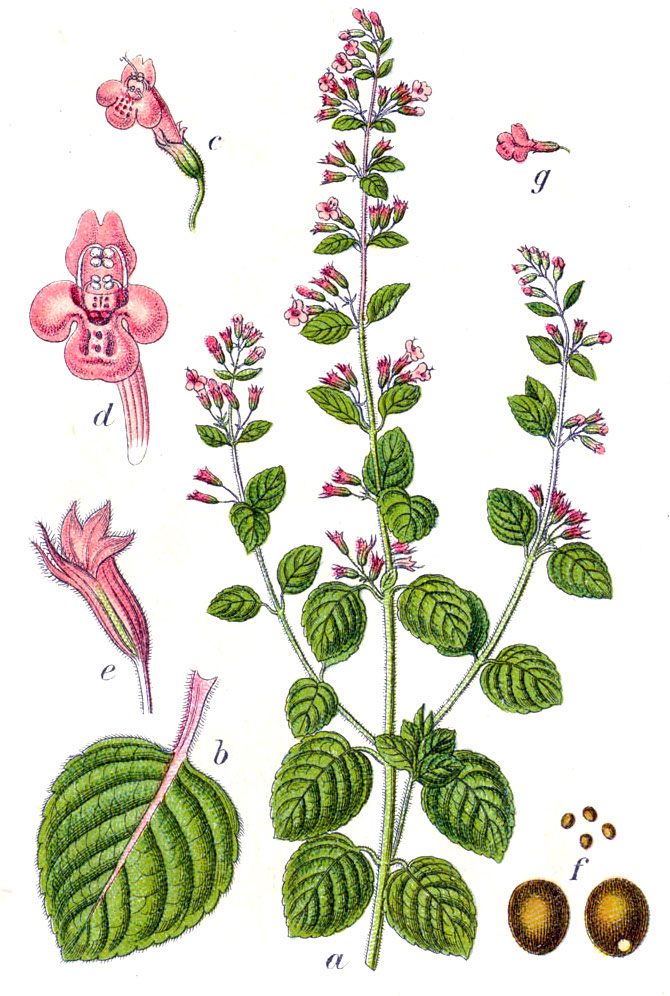
Illustration unter dem Namen Polei-Kalaminthe (Thymus népeta)

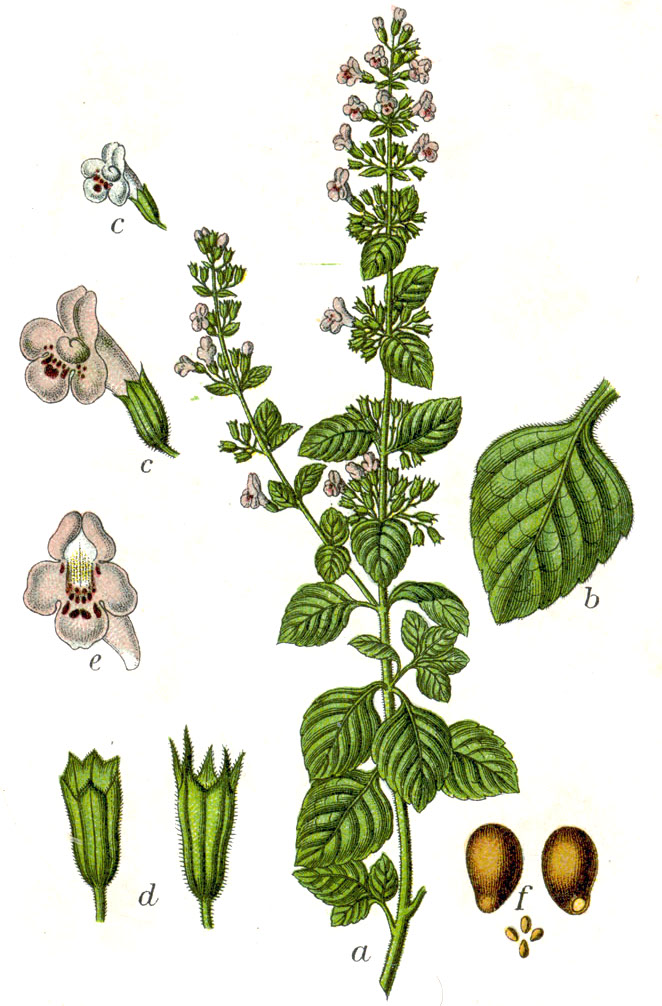
Illustration unter dem Namen Gemeine Kalaminthe (Thymus calamintha)

Diese Verwandtschaftsgruppe wird kontrovers diskutiert.
Die Erstveröffentlichung erfolgte 1753 unter dem Namen (Basionym) Melissa nepeta durch Carl von Linné.
Weitere Synonyme für Clinopodium nepeta (L.) Kuntze sind: Calamintha nepeta (L.) Savi, Satureja calamintha subsp. nepeta (L.) Briq., Satureja calamintha var. nepeta (L.) Briq., Calamintha officinalis var. nepeta (L.) Rchb. & Rchb. f., Satureja nepeta (L.) Scheele, Thymus nepeta (L.) Sm., Calamintha parviflora Lam. nom. superfl., Melissa parviflora Salisb. nom. superfl.
Von Clinopodium nepeta gibt es drei Unterarten:

### Clinopodium nepeta(L.) Kuntzesubsp.nepeta
Die Blätter sind 20 bis 35(–45) mm lang und 12 bis 25(–30) mm breit. Der Blattrand ist gekerbt-gesägt, wobei auf jeder Blattseite fünf bis neun (Kerb-)zähne sitzen. Die Zymen enthalten 5(–10) bis 20 Blüten. Der Blütenstiel ist 8 bis 22 mm lang und die auf diesen folgenden Verästelungen der Zymen sind 5 bis 10 mm lang. Die oberen Kelchzähne sind 0,7 bis 1,5 mm lang und schmal dreieckig.
Sie kommt von Südeuropa und dem südlichen Mitteleuropa bis zum nördlichen Iran vor.

### Clinopodium nepetasubsp.spruneri(Boiss.) Bartolucci & F.Conti
Synonyme sind: Calamintha spruneri Boiss., Calamintha nepeta subsp. glandulosa (Req.) P.W.Ball, Calamintha officinalis Moench.
Die Blätter sind 10 bis 20(–25) mm lang und 8 bis 12 mm breit. Der Blattrand ist fast ganzrandig oder schwach gekerbt-gesägt, wobei auf jeder Blattseite bis zu fünf (Kerb-)zähne sitzen. Die Zymen enthalten 5 bis 11(–15) Blüten. Der Blütenstiel ist 0 bis 5(–10) mm lang und die auf diesen folgenden Verästelungen der Zymen sind 0 bis 5 mm lang. Die oberen Kelchzähne sind 0,5 bis 1 mm lang und breit dreieckig.
Sie kommt vom Mittelmeerraum bis zum Kaukasusraum vor. In der Türkei ist sie nur im Süden des Landes verbreitet. Im 16. Jahrhundert wurde die Pflanze auch als Calamintha (domestica) bezeichnet.

### Clinopodium nepetasubsp.subisodontum(Borbás) Govaerts
Synonyme sind Calamintha subisodonta Borbás, Calamintha officinalis subsp. subisodonta (Borbás) U.Schneid. ex Soó, Satureja subisodonta (Borbás) Greuter & Burdet.
Sie kommt vom östlichen Mitteleuropa bis Südosteuropa vor. Es gibt Fundangaben für Ungarn, Rumänien und das ehemalige Jugoslawien.

## Inhaltsstoffe
Das ätherische Öl der Kleinblütigen Bergminze ist nicht einheitlich, enthält als Hauptkomponenten aber durchgängig oxydierte p-Menthane bzw. oxydierte ungesättigte Abkömmlinge des p-Menthans, in denen die CH2-Gruppe des C3-Ringkohlenstoffatoms des p-Menthans durch eine C=O-Gruppe ersetzt ist, z. B. Pulegon, Menthon, Isomenthon sowie Piperiton (= 1-Methyl-4-isopropyl-1-cyclohexen-3-on) und Piperitenon (= 1-Methyl-4-isopropyliden-1-cyclohexen-3-on) und deren epoxidierte Abkömmlinge. Seltener liegen oxydierte p-Menthane, in denen das C6-Ringkohlenstoffatom oxydiert ist, wie Carvon als Hauptkomponente vor.

## Nutzung

### Nutzung als Gartenpflanze
Die Kleinblütige Bergminze wird selten als Zierpflanze für Steingärten, Staudenbeete und Einfassungen genutzt. Am weitesten verbreitet ist in Gärten die sterile Sorte „Triumphator“.

### Nutzung als Heilpflanze
Früher diente die in alten Texten lateinisch auch einfach als calamintha bezeichnete Pflanze (sowie deren getrockneter Saft calamentum) auch als vermeintlich krankhafte Körpersäfte austreibende Heilpflanze und wird in der Volksmedizin auch heute noch eingesetzt.

### Nutzung als Tee oder Gewürz
Die Blätter der Kleinblütigen Bergminze haben einen stark aromatischen Geschmack, der als eine Mischung aus Minze und Oregano bzw. Majoran und Minze beschrieben wird. Die Blätter werden traditionell zur Zubereitung von Tee genutzt. Als Gewürz passen sie gut zur Aromatisierung von Suppen und Eintöpfen und besonders gut zu Tomaten- oder Knoblauch-haltigen Soßen. In der italienischen Küche wird die Kleinblütige Bergminze unter den Namen mentuccia, nipitella bzw. nepitella relativ häufig genutzt, z. B. in der Kombination mit Pilzen.

### Clinopodium nepeta(L.) Kuntzesubsp.nepeta
- Fotos von Calamintha nepeta (L.) SAVI subsp. nepeta von verschiedenen Standorten In: Günther's Homepage
- Verbreitung in Italien und Fotos zu Clinopodium nepeta (L.) Kuntze subsp. nepeta In: Portale della Flora d'Italia
- Verbreitung in Frankreich, Datenblatt und Fotos zu Clinopodium nepeta subsp. nepeta In: Tela Botanica
- Fotos von Clinopodium nepeta (L.) Kuntze subsp. nepeta In: PhotoFlora

### Clinopodium nepetasubsp.spruneri(Boiss.) Bartolucci & F.Conti
- Fotos von Calamintha nepeta (L.) SAVI subsp. glandulosa (REQ.) P.W.BALL von verschiedenen Standorten In: Günther's Homepage
- Verbreitung in Italien und Fotos zu Clinopodium nepeta (L.) Kuntze subsp. spruneri (Boiss.) Bartolucci & F.Conti In: Portale della Flora d'Italia